# 阿比亚泰格拉索

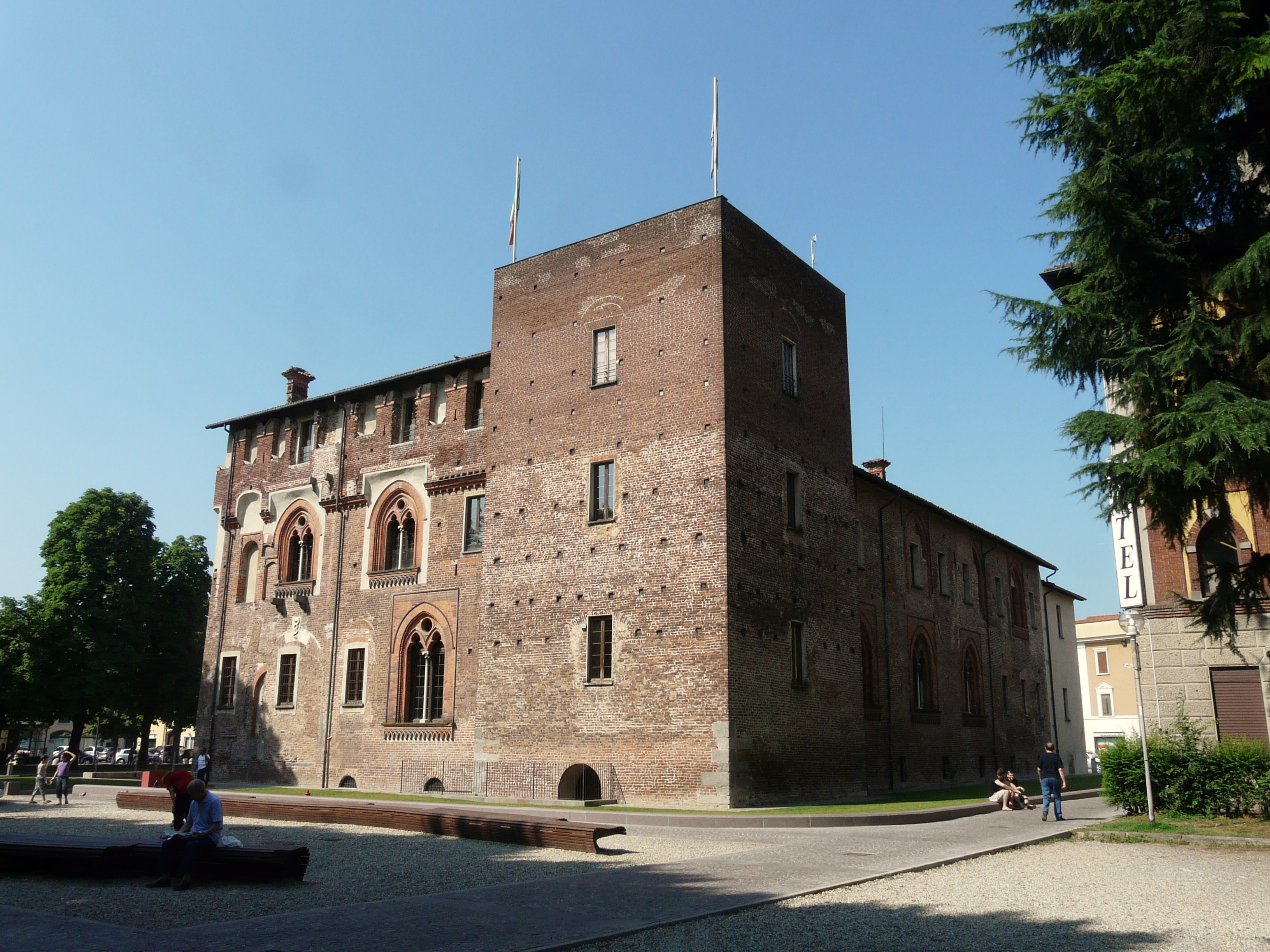
城堡

阿比亚泰格拉索（義大利語：Abbiategrasso）是意大利伦巴第大区米蘭廣域市的市镇，位于波河畔，面积47.05平方公里，人口29,508人（2004年）。

## 友好城市
- 德国埃尔旺根
- 法国朗格勒
- 英国比肯斯菲尔德

## 知名人物
- 克里斯蒂安·阿比亚蒂，足球运动员，门将。